# Mary Todd Lincoln
Mary Todd Lincoln (n. 13 decembrie 1818, Lexington, Kentucky - d. 16 iulie 1882, Springfield, Illinois) a fost soția lui Abraham Lincoln (al șaisprezecelea președinte al Statelor Unite ale Americii) și a fost Primă doamnă a SUA din 1861 până în 1865. 

## Familia
A fost cel de-al patrulea copil din cei 7 pe care cuplul Roberth Smith și Elizabeth Parker Todd i-au avut. Mama lui Mary a decedat după ce a dat naștere celui de-al șaptelea copil, iar tatăl său s-a recăsătorit cu Elizabeth Humphreys cu care a mai avut 9 copii.